# Perinealhernie

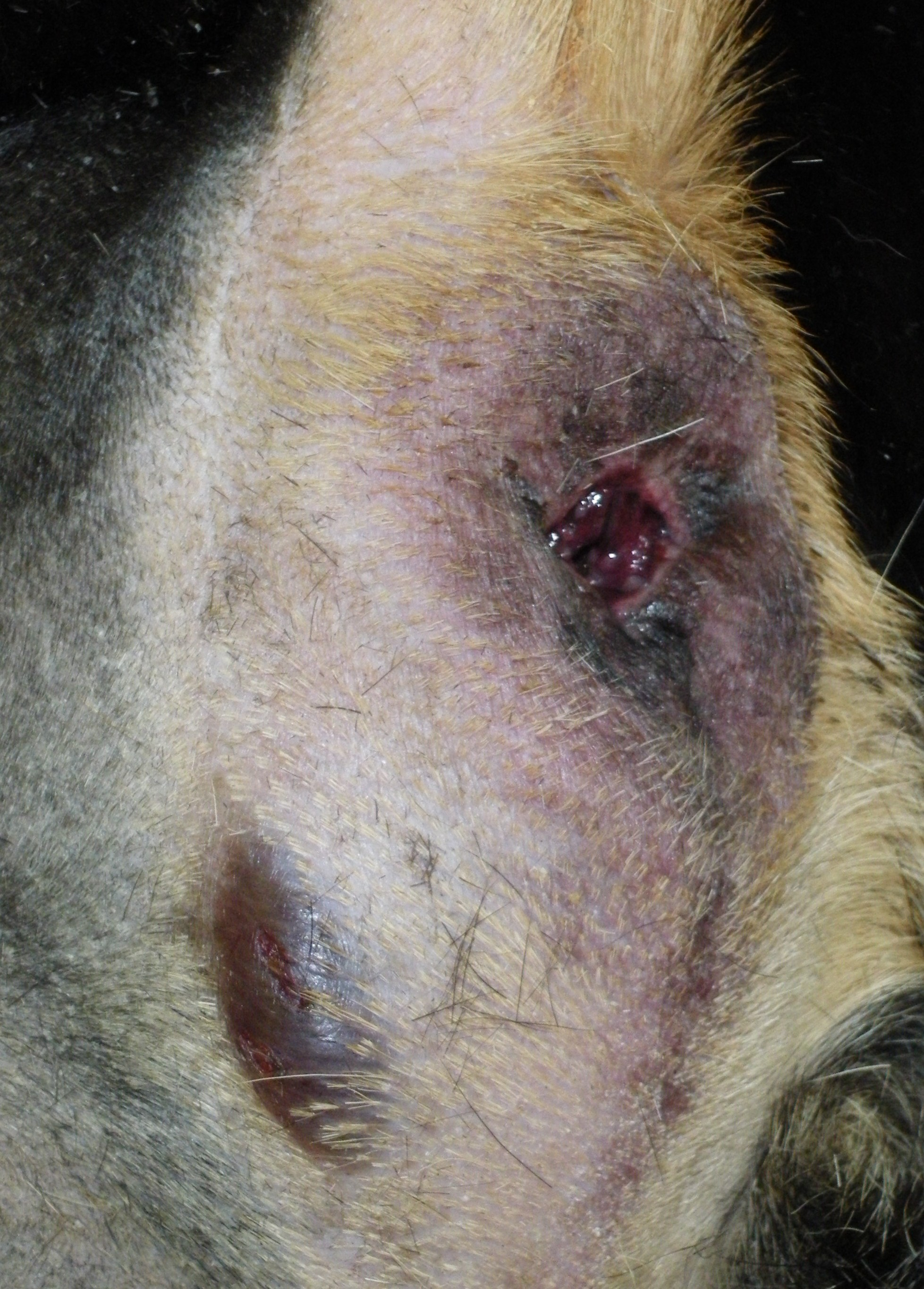
Linksseitige Perinealhernie bei einem Hund

Eine Perinealhernie (Hernia perinealis, Synonyme: Dammbruch, Mittelfleischbruch) ist ein Vorfall von Baucheingeweiden durch die Körperwand – in der Medizin als Bruch oder Hernie bezeichnet – im Bereich des Damms (lateinisch Perineum). Beim Menschen ist eine Perinealhernie vor allem eine relativ seltene Komplikation nach Operationen im Dammbereich. Bei Hunden kommt sie dagegen aus bislang ungeklärter Ursache häufig vor und tritt vor allem bei unkastrierten älteren Rüden auf. Bei anderen Tieren ist eine Perinealhernie äußerst selten.
Eine Perinealhernie entsteht durch das Nachlassen der Stabilität des Beckenbodens (lateinisch Diaphragma pelvis), bei vierfüßigen Tieren als Beckenausgang bezeichnet, so dass es infolge des Bauchinnendrucks zur Aussackung des Bauchfells kommt. Der so entstehende Bruchsack wölbt sich seitlich-unterhalb des Anus hervor. In ihm befindet sich meist Fett, aber auch innere Organe wie großes Netz, Darmteile, Prostata oder Harnblase können vorfallen. Eine Perinealhernie kann ein- oder beidseitig auftreten. Betroffene Hunde zeigen starken Kotdrang sowie Schwierigkeiten und Schmerzen beim Kotabsatz. Beim Vorfall der Harnblase kann eine lebensbedrohliche Harnverhaltung dazukommen. Die Behandlung erfolgt operativ.

## Perinealhernie beim Hund

### Vorkommen und Krankheitsentstehung
Die Krankheitshäufigkeit beim Haushund liegt zwischen 0,1 und 0,4 %. Etwa 95 % aller Perinealhernien treten bei nichtkastrierten Rüden ab dem fünften Lebensjahr auf. In zwei Drittel der Fälle tritt die Hernie einseitig, vorzugsweise rechts auf. Eine rassebedingte Krankheitsneigung gibt es für Welsh Corgi Cardigan, Welsh Corgi Pembroke, Boston Terrier, Deutschen Boxer, Deutschen Schäferhund, Collies, Australian Kelpie, Dackel, Bobtail und Pekingese.

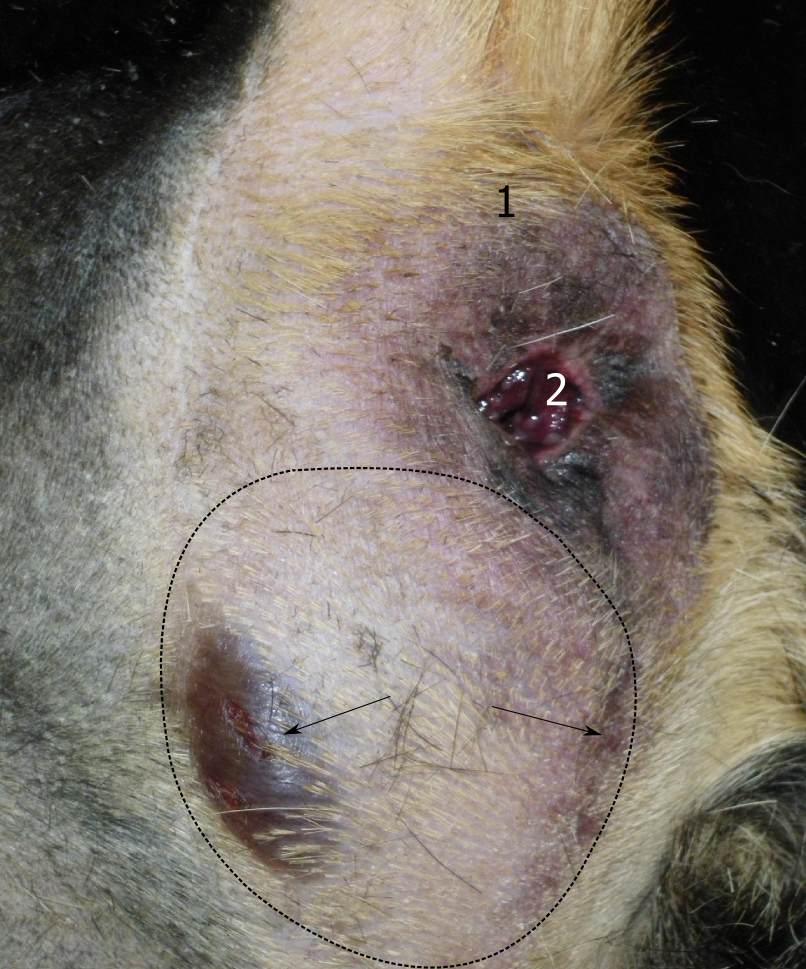
Blick von hinten links auf eine fortgeschrittene linksseitige Perinealhernie bei einem Hund: Die gestrichelte Linie umrahmt die Schwellung, die Pfeile zeigen auf bereits blau-rötlich verfärbte Hautbezirke. 1 Schwanzwurzel, 2 Anus.

Ursache einer Perinealhernie ist ein Schwund der Muskulatur des Beckenausgangs, insbesondere des Musculus levator ani (Heber des Afters), was zu einer verminderten Stabilität der Körperwand im Dammbereich führt. Was diesen Muskelschwund auslöst, ist bislang ungeklärt. Vermutet werden eine angeborene oder rassebedingte Schwäche der Dammmuskeln, hormonelle Störungen, mit Kotdrang oder erschwertem Kotabsatz (hier vor allem die gutartige Prostatavergrößerung) einhergehende Erkrankungen oder eine Schädigung der Beckennerven (Nervus pudendus, Nervi rectales caudales). Auch das in der vergrößerten Prostata vermehrt gebildete Relaxin könnte die Dammschwäche auslösen. Bei erkrankten Tieren tritt der Relaxinrezeptor 1 (RXFP1) in der Dammmuskulatur vermehrt auf, was die Muskelatrophie erklären könnte.
Als Folge des Muskelschwunds werden bei der Bauchanspannung Bauchfell, Bauchfett und Fett aus dem Retroperitoneum durch die Bruchpforte gepresst. Zumeist liegt die Bruchpforte zwischen äußerem Afterschließmuskel und Musculus levator ani, manchmal auch zwischen Musculus levator ani und Musculus coccygeus. Mit fortschreitender Vergrößerung des Bruchsacks kann es auch zum Vorfall von inneren Organen wie großes Netz, Darm, Prostata oder Harnblase kommen.

### Klinisches Bild und Untersuchung
Nahezu alle Tiere zeigen einen starken Kotdrang sowie Schwierigkeiten und Schmerzen beim Kotabsatz. Seitlich unterhalb des Anus wölbt sich die Haut vor. Diese Umfangsvermehrung ist anfangs weich und fluktuierend. Meist lässt sich der Bruchinhalt zurückdrücken (reponieren), was aber schmerzhaft sein kann. Auch das Hochheben des Hinterkörpers führt meist zu einer Leerung des Bruchsacks. Wenn die Blase vorgefallen ist, kann es auch zu Urinabsetzproblemen bis hin zu einer Harnverhaltung kommen. Im fortgeschrittenen Stadium wird die über dem Bruchsack liegende Haut dünn, verfärbt sich blau-rötlich, zeigt eine Wassereinlagerung oder stirbt sogar ab.

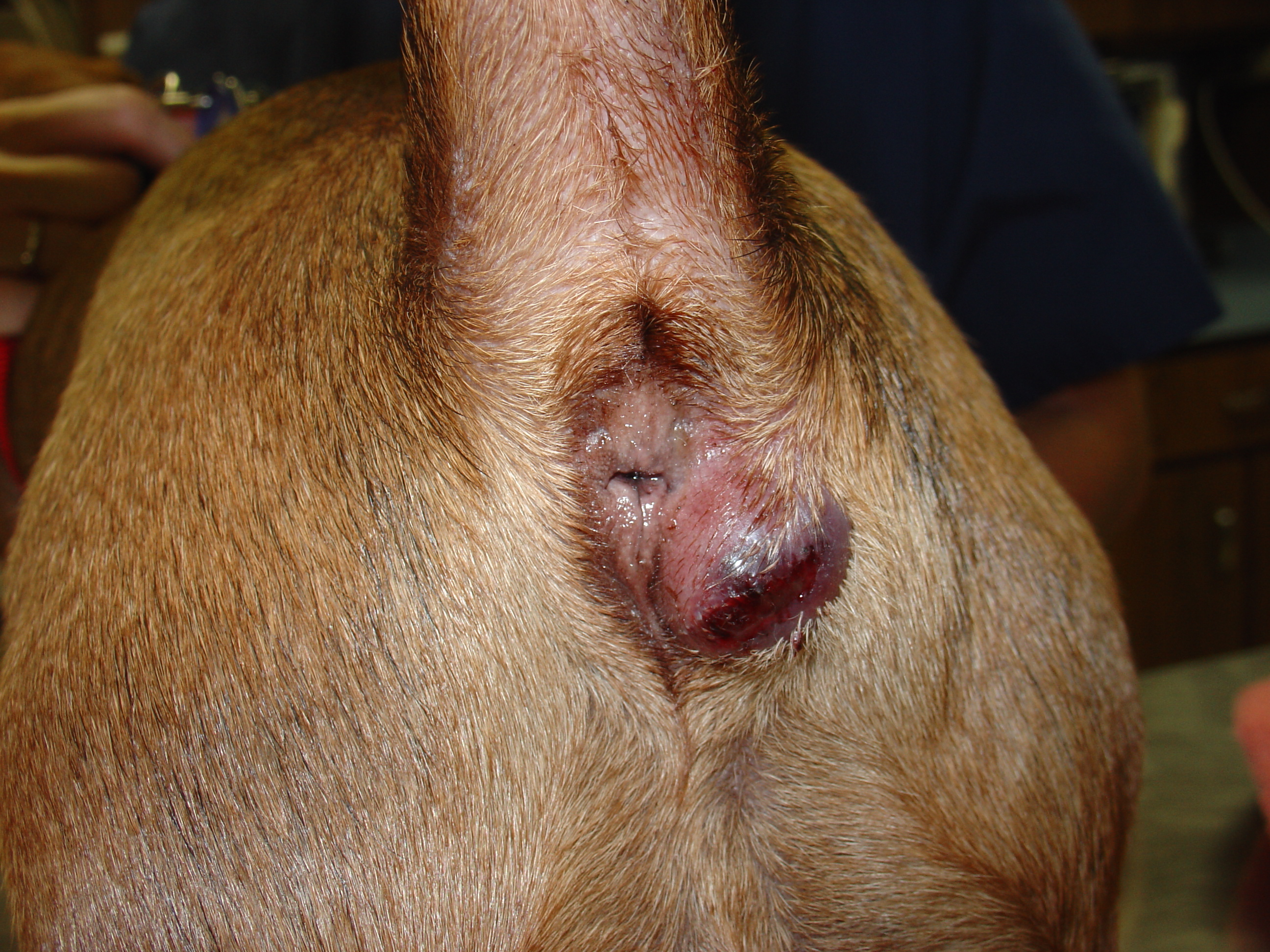
Analbeutelabszess rechts

Die Bruchpforte lässt sich bei der Rektaluntersuchung mit einem Finger nachweisen. Zudem weicht der Mastdarm häufig zur betroffenen Seite ab, manchmal liegt ein Rektumdivertikel vor und sehr häufig ist die Prostata vergrößert. Bildgebende Verfahren sind normalerweise nicht erforderlich, unter Umständen kann eine Ultraschalluntersuchung zur Abklärung des Bruchsackinhalts angezeigt sein.
Auszuschließen sind vor allem Tumoren der Dammgegend und der Beckenhöhle, Abszesse und Tumoren der Analbeutel sowie ein primäres Rektumdivertikel und Prostataerkrankungen.

### Behandlung

Schematische Darstellung der operativen Korrektur einer Perinealhernie. 1 äußerer Afterschließmuskel, 2 M. levator ani, 3 M. coccygeus, 4 M. obturatorius int., 5 Sitzbein, 6 Anus

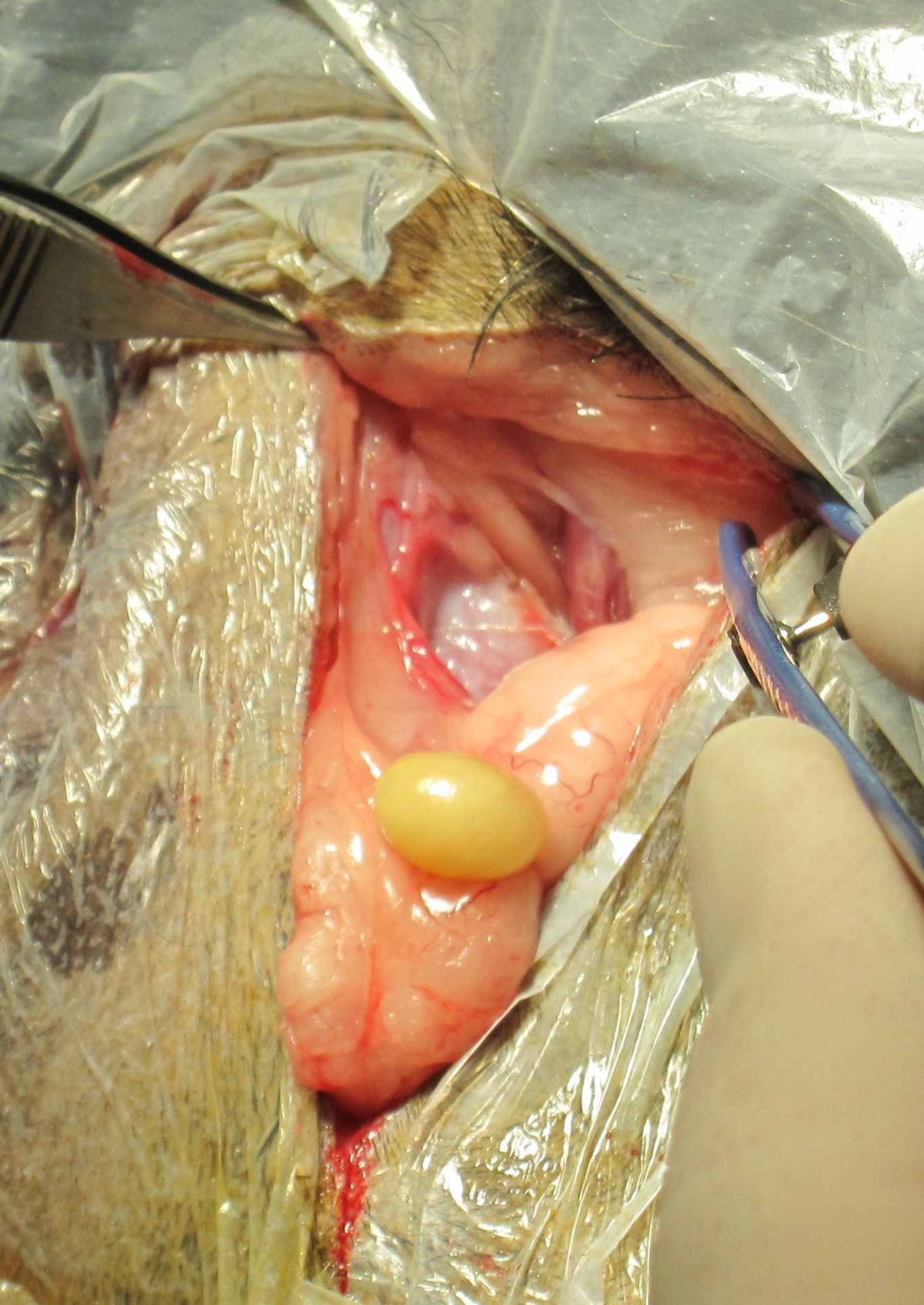
OP-Situs einer rechtsseitigen Perinealhernie

Eine Perinealhernie kann nur chirurgisch behandelt werden. Unbehandelt kommt es zu einer zunehmenden Vergrößerung des Bruchs und Störungen beim Kotabsatz. Der Vorfall der Blase mit Harnverhaltung ist ein akut lebensbedrohlicher Zustand.
Bei der am häufigsten verwendeten Operationstechnik werden äußerer Afterschließmuskel, Musculus levator ani und Musculus coccygeus miteinander durch Einzelhefte vernäht. Zudem wird der Ursprung des Musculus obturatorius internus vom Sitzbein gelöst, der Muskel schwanzwärts (dorsal) geklappt, mit den vorgenannten Muskeln vernäht und somit zur Defektdeckung im unteren Bereich genutzt. Bei der Operation müssen Nervus pudendus und Nervi rectales caudales geschont werden, weil deren Verletzung zu einer Stuhlinkontinenz führen würde. Die Erfolgsrate liegt bei etwa 80 %. Zur seitlichen Defektdeckung kann auch das Ligamentum sacrotuberale herangezogen werden, wobei hier ein Verletzungsrisiko für den Ischiasnerv besteht.
Problematisch ist die Standardtechnik vor allem, wenn die Muskeln bereits stark zurückgebildet sind. Hier kann eine Verstärkung des Beckenbodenausgangs durch ein Netz aus Polypropylen oder durch ein Stück der vom gleichen Tier gewonnenen Oberschenkelfaszie, Darm-Submukosa oder Scheidenhaut angezeigt sein. Bei der Operation kann durch stumpfes Vorgehen auch ein eventuell vorhandenes Rektumdivertikel freigelegt und operativ korrigiert werden. Die Nutzung des Musculus gluteus superficialis oder eines Teils des Musculus semitendinosus zur Defektdeckung liegt in der Erfolgsrate deutlich hinter der Verwendung des Musculus obturatorius internus.
Neben Wundinfektionen und den bereits erwähnten Nervenverletzungen sind vor allem ein erneuter Bruch an der Operationsstelle (Rezidiv, Narbenhernie) oder, bei einseitigen Hernien, ein Bruch auf der anderen Seite mögliche Komplikationen. Begünstigend wirken hier Kotdrang, Durchfall oder Blutstuhl sowie Verstopfung, Harnzwang und Harninkontinenz. Die gleichzeitige Kastration senkt das Rezidivrisiko deutlich und führt binnen weniger Wochen zu einer deutlichen Prostataverkleinerung. Nach der Operation sollte der Kot durch abführende Mittel wie Lactulose, Docusat-Natrium oder Bisacodyl für ein bis zwei Monate weich gehalten werden. Mit Normalisierung des Kotabsatzes ist eine rohfaserreiche Feuchtnahrung empfehlenswert.
In komplizierten Fällen oder bei Rezidiven können zusätzlich zur Standardoperation eine Eröffnung der Bauchhöhle und eine Fixierung des absteigenden Colons (Colopexie), der Samenleiter und/oder der Harnblase an der Bauchwand erforderlich sein. Diese Prozedur stabilisiert den Beckenausgang, indem sie die Verlagerung der in ihn eingebetteten Beckeneingeweide nach hinten verhindert.

## Perinealhernie beim Menschen

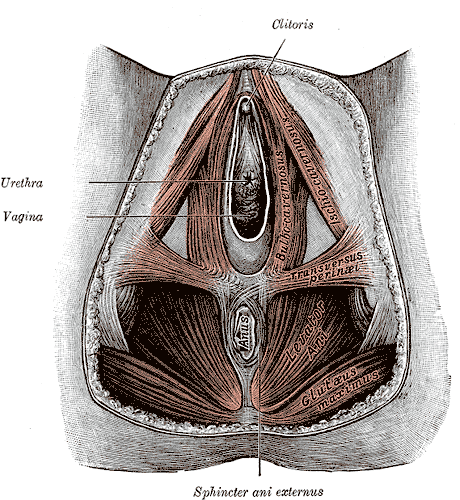
Beckenbodenmuskeln der Frau

Beim Menschen tritt eine Perinealhernie sehr selten und vor allem bei Frauen auf. Die erste Fallbeschreibung stammt vom französischen Chirurgen Garengeot aus dem Jahre 1743. Ursache sind vor allem Verletzungen des Damms bei Operationen im Dammbereich (Mastdarmkrebs-Operation, perineale Prostataentfernung, Steißbeinentfernung) oder bei Geburten. Die Prävalenz nach Dammoperationen liegt bei 0,6 bis 7 %. Sehr selten kann eine Perinealhernie auch angeboren sein, wenn sich beim Fötus der Douglas-Raum ungenügend zurückbildet.
Die Bruchpforte liegt entweder vor oder hinter dem Musculus transversus perinei superficialis, tritt durch die Anteile des Musculus levator ani oder liegt zwischen Musculus levator ani und Musculus coccygeus. Der Bruchsack kann sich bis in die großen Schamlippen vorwölben. Die Perinealhernie kann symptomlos bleiben, aber auch chronische Beckenschmerzen verursachen. Differentialdiagnostisch müssen alle raumfordernden Prozesse (Tumoren, Abszesse) im Dammbereich ausgeschlossen werden. Die Behandlung erfolgt chirurgisch, wobei der Zugang über den Damm oder auch laparoskopisch erfolgen kann. Zum Verschluss werden Netze auf synthetischer Basis oder aus Biomaterialien sowie Haut-Muskel-Lappen genutzt. Für die Defektdeckung mit körpereigener Muskulatur wird entweder der Musculus rectus abdominis oder der Musculus gracilis verwendet.

## Perinealhernie bei anderen Säugetieren
Bei anderen Säugetieren ist die Perinealhernie sehr selten. Es gibt lediglich Einzelfallberichte für Hauskatzen, Puma, Streifenskunk, Hausrind, Nubischer Steinbock, Goldhamster und Chinchilla.